# 베카리사냥개박쥐
베카리사냥개박쥐(Mormopterus beccarii)는 큰귀박쥐과에 속하는 박쥐의 일종이다. 오스트레일리아와 인도네시아 그리고 파푸아뉴기니에서 서식한다.
사바나 지역과 열대 습윤림 그리고 파편화되고 도시화된 지역 등 여러 서식지에서 발견된다. 나무와 동굴 그리고 건물 속에서 작은 집단을 형성하며 생활한다. 흔한 종으로 멸종위협을 받는 종으로 간주되지 않는다.